# Ouvrage de Castillon
L'ouvrage de Castillon est une fortification faisant partie de la ligne Maginot, située sur la commune de Castillon, dans le département des Alpes-Maritimes.
Constitué de cinq blocs et armé de mitrailleuses, de canons de 75 mm, et de mortiers de 81 mm, cet ouvrage devait interdire par ses tirs une invasion du territoire français. Peu concerné par les combats de juin 1940 contre l'armée italienne, il fut utilisé en septembre et octobre 1944 par les troupes allemandes pour se défendre des Américains, ces derniers bombardant l'ouvrage.

## Description
L'ouvrage a été construit sur la partie occidentale de la commune de Castillon, à côté des ruines de l'ancien village perché (Vieux Castillon) à 740 mètres d'altitude, surplombant le col de Castillon.

### Position sur la ligne
L'ouvrage a pour but de défendre le territoire français contre l'armée italienne, débouchant des sentiers muletiers traversant la frontière franco-italienne. L'ouvrage faisait partie de la ligne Maginot, dans le secteur fortifié des Alpes-Maritimes. Ce secteur était subdivisé en cinq sous-secteurs : Castillon se trouve dans celui le plus au sud, le « sous-secteur des Corniches », qui comprenait deux lignes successives de fortifications.
La plus puissante est appelée la « ligne principale de résistance ». Dans le sous-secteur des Corniches, elle se situe en retrait à cinq kilomètres de la frontière franco-italienne, le long des hauteurs bordant à l'ouest de la vallée du Careï, avec un succession d'ouvrages bétonnés, s'appuyant mutuellement avec des mitrailleuses et de l'artillerie sous casemates : les ouvrages du Col-des-Banquettes (EO 7), de Castillon (EO 8), de Sainte-Agnès (EO 9), du Col-de-Garde (EO 10), du Mont-Agel (EO 11), de Roquebrune (EO 13), de la Croupe-du-Réservoir (EO 14) et de Cap-Martin (EO 15). L'ouvrage de Castillon croise ses feux d'artillerie avec l'ouvrage du Barbonnet à 3,3 km de distance au nord-nord-ouest (dans le sous-secteur de Sospel) et avec celui de Sainte-Agnès, à 4 km au sud. La continuité des tirs de mitrailleuses est assurée entre Castillon et Sainte-Agnès par le petit ouvrage du Col-des-Banquettes et par une série de blockhaus d'infanterie.
En avant de cette ligne principale, une seconde ligne a été construite pour donner l'alerte, retarder au maximum une attaque brusquée et couvrir un peu les trois communes se trouvant à l'est des ouvrages (du nord au sud Castillon, Castellar et Menton). Cette ligne est composée d'« avant-postes », qui sont beaucoup plus petits (et beaucoup moins chers) que les ouvrages de la ligne principale ; sur les 29 avant-postes alpins (AP), sept ont été construits dans le sous-secteur des Corniches. Six de ces avant-postes barrent les différents chemins descendant de la ligne de crêtes marquant la frontière : du nord au sud l'AP de la Baisse-de-Scuvion (à 1 154 m d'altitude, sous le mont Roulabre), l'AP de Pierre-Pointue (à 1 156 m), l'AP de Fascia-Founda (dans la Baisse de Faïche-Fonda, à environ 1 000 m d'altitude), l'AP de la Péna (sur le rocher de la Penna, à 727 m), l'AP de La Colletta (sur le chemin de l'Orméa, à 466 m), l'AP du Collet-du-Pillon (sur le chemin des Granges de Saint-Paul, à 400 m, aujourd'hui sous les remblais d'un terrain de sport) et l'AP de Pont-Saint-Louis (barrant la route littorale).

### Souterrains

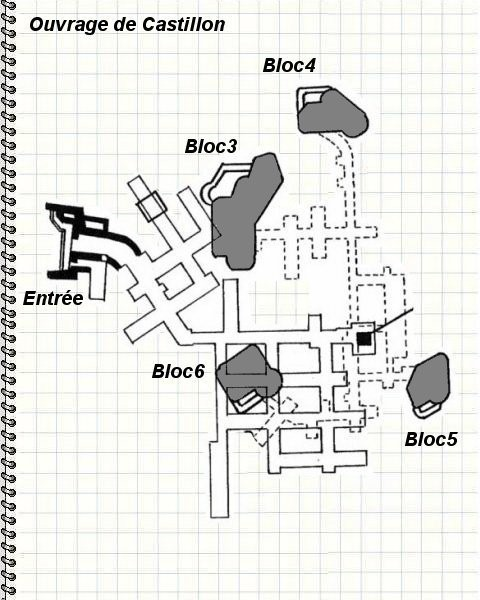
Plan de l'ouvrage : les galeries du second niveau sont indiquées en pointillés.

Comme tous les autres ouvrages de la ligne Maginot, celui de Castillon est conçu pour résister à un bombardement d'obus de très gros calibre. Les organes de soutien sont donc aménagés en souterrain, creusés au minimum sous douze mètres de roche, tandis que les organes de combat, dispersés en surface sous forme de blocs, sont protégés par d'épais cuirassements en acier et des couches de béton armé.
Les souterrains de Castillon sont organisés sur deux niveaux, à cause de la configuration du relief. Le premier niveau, comprenant l'usine, les filtres à air et la caserne, est de plain-pied avec le bloc d'entrée. Le second niveau, où sont rassemblés les magasins à munitions, les PC et le central téléphonique, est relié au premier par deux monte-charges. En raison de la vulnérabilité de sa ligne d'approvisionnement (la route d'accès du col Saint-Jean à Castillon), Castillon avait des stocks quadruplés de munitions et de ravitaillement ; un grand magasin (type M 1) était prévu, mais fut ajourné. Les galeries sont équipées d'une voie ferrée étroite de 60 cm où roulent des wagonnets poussés à bras (les caisses d'obus font de 80 à 105 kg).
En cas de coupure de l'alimentation électrique (du 210 volts alternatif, fournit par le réseau civil) nécessaire à l'éclairage et aux monte-charges, l'usine disposait de trois groupes électrogènes, composés chacun d'un moteur Diesel SMIM 6 SR 18 (six cylindres, fournissant une puissance de 125 ch à 600 tours par minute) couplé à un alternateur, complétés par un petit groupe auxiliaire (un moteur CLM 1 PJ 65, de 8 ch à 1 000 tr/min) servant à l'éclairage d'urgence de l'usine et au démarrage pneumatique des gros moteurs Diesel. Le refroidissement des moteurs se fait par circulation d'eau, dont l'approvisionnement est assuré par la source Véran se trouvant sur le plateau de Ségra : une petite conduite amène l'eau dans les quatre citernes de l'ouvrage (d'une capacité totale de 97 000 litres).

### Blocs
En surface, les blocs de combat sont dispersés autour du sommet. Chaque bloc de combat dispose d'une certaine autonomie, avec ses propres magasins à munitions (le M 3 à côté de la chambre de tir et le M 2 en bas du bloc), sa salle de repos, ses PC, ainsi que son système de ventilation et de filtration de l'air. L'ensemble des blocs est ceinturé par un réseau de fils de fer barbelés, toute la zone est battue par les fusils mitrailleurs installés dans les différents créneaux et cloches, se soutenant mutuellement. L'accès à chaque façade est bloqué par un fossé diamant, qui sert aussi à recevoir les débris de béton lors des bombardements. Étant donné que les positions de mise en batterie pour de l'artillerie lourde sont rares en montagne, le niveau de protection est moins important que dans le Nord-Est (les ouvrages construits en Alsace, en Lorraine et dans le Nord). Dans le Sud-Est (les Alpes), les dalles des blocs font 2,5 mètres d'épaisseur (théoriquement à l'épreuve de deux coups d'obus de 300 mm), les murs exposés 2,75 m, les autres murs, les radiers et les planchers un mètre. L'intérieur des dalles et murs exposés est en plus recouvert de 5 mm de tôle pour protéger le personnel de la formation de ménisque (projection de béton à l'intérieur, aussi dangereux qu'un obus).

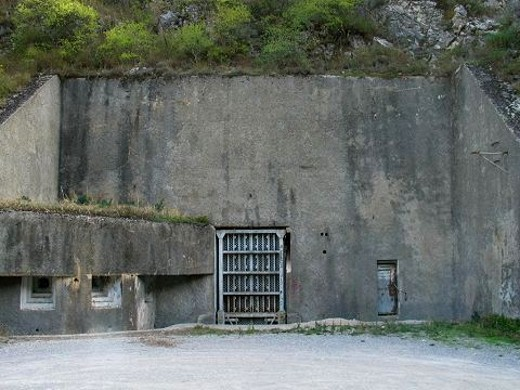
La façade du bloc d'entrée, avant d'avoir été barricadé par la mairie.

Le bloc 1 est sur le versant occidental, en bordure de la route. C'est un bloc d'entrée mixte, avec deux portes d'entrée, l'une pour un petit camion (fermée par un pont-levis ajouré), l'autre pour les patrouilles (fermée par une porte blindée). La façade est défendue par un blockhaus sur le côté comportant trois créneaux pour fusil mitrailleur. Les fusils mitrailleurs (FM) de l'ouvrage étaient chacun protégé par une trémie blindée et étanche (pour la protection contre les gaz de combat). Ils tirent la cartouche de 7,5 mm à balle lourde (modèle 1933 D de 12,35 g au lieu de 9 g pour la modèle 1929 C). Ces FM étaient des MAC modèle 1924/1929 D, dont la portée maximale est de 3 000 mètres, avec une portée pratique de l'ordre de 600 mètres. L'alimentation du FM se fait par chargeurs droits de 25 cartouches, avec un stock de 14 000 par cloche GFM, 7 000 par FM de casemate et 1 000 pour un FM de porte ou de défense intérieure. La cadence de tir maximale est de 500 coups par minute, mais elle est normalement de 200 à 140 coups par minute,.
Le bloc 2 a été ajourné et finalement jamais construit ; il devait être construit au sud. Il s'agissait d'une casemate d'artillerie flanquant vers le sud pour deux canons-mortiers de 75 mm modèle 1931 et une cloche FM.
Le bloc 3 se trouve juste au-dessus du bloc d'entrée. C'est une casemate d'artillerie flanquant vers le nord, pour deux canons-obusiers de 75 mm modèle 1929 (aux axes légèrement divergents ; chacun peut théoriquement tirer jusqu'à une distance de 12 km à la cadence de 12 à 13 coups par minute), deux mortiers de 81 mm en sous-sol (cadence de 12 à 15 coups par minute à une portée maximale de 3 600 m), deux créneaux pour FM, une cloche GFM (pour guetteur ou fusil mitrailleur) et une cloche LG (lance-grenade). Une porte servant d'issue de secours est aménagée au fond du fossé diamant.
Le bloc 4 est à l'extrémité nord de l'ouvrage. C'est une casemate d'infanterie avec un créneau pour jumelage de mitrailleuses, une cloche JM (une arme mixte était prévue à sa place), une cloche GFM et une cloche observatoire VDP (indicatif O 34). Les mitrailleuses étaient des MAC modèle 1931 F, montées en jumelage (JM) pour pouvoir tirer alternativement, permettant le refroidissement des tubes. La portée maximale avec cette balle (Vo = 694 m/s) est théoriquement de 4 900 mètres (sous un angle de 45°, mais la trémie limite le pointage en élévation à 15° en casemate), la hausse est graduée jusqu'à 2 400 mètres et la portée utile est plutôt de 1 200 mètres. Les chargeurs circulaires pour cette mitrailleuse sont de 150 cartouches chacun, avec un stock de 50 000 cartouches pour chaque jumelage. La cadence de tir théorique est de 750 coups par minute, mais elle est limitée à 450 (tir de barrage, avec trois chargeurs en une minute), 150 (tir de neutralisation et d'interdiction, un chargeur par minute) ou 50 coups par minute (tir de harcèlement, le tiers d'un chargeur). Le refroidissement des tubes est accéléré par un pulvérisateur à eau ou par immersion dans un bac.
Le bloc 5 se trouve sur le versant oriental : c'est une casemate d'infanterie avec un créneau pour JM, une cloche de mitrailleuses et une cloche GFM (servant d'observatoire auxiliaire, indicatif O 35).
Le bloc 6 est situé entre les blocs 1 et 5 : c'est une casemate d'artillerie flanquant vers le sud, avec deux mortiers de 81 mm, un créneau FM (protégeant le puits de ventilation) et une cloche GFM. Une porte servant d'issue de secours se trouve au fond du fossé diamant.
Le bloc 7 a été ajourné, puis jamais construit. Il devait se trouver en contrebas du bloc 2 pour lui servir d'observatoire surveillant vers le sud, avec une cloche observatoire et une cloche GFM.

## Histoire

### Construction et équipage
En 1927, les discours de Benito Mussolini réclamant le rattachement de Nice, de la Savoie et de la Corse, ainsi que des incidents de frontière, ont pour conséquences le retour des garnisons françaises dans les anciens forts de haute montagne, puis en 1928 le début de la construction de nouvelles fortifications : la ligne Maginot. L'ouvrage de Castillon a été construit sur une partie de l'ancien emplacement du village du même nom, détruit par le tremblement de terre de 1887. Les restes du village sont partiellement nivelés pour dégager les vues de l'ouvrage (ce qui reste sera détruit par les bombardements de 1944-1945). Le projet de construction de juillet 1931 est accepté par décision ministérielle en septembre 1931 ; les travaux débutent en février 1932 par la société Borie (qui a construit aussi les ouvrages du Barbonnet, de Sainte-Agnès et de Cap-Martin) et sont terminés en octobre 1934 pour un coût total de 15,5 millions de francs (valeur de décembre 1936). Les blocs 2 et 7 sont ajournés pour faire des économies sur un budget des fortifications en forte réduction dans un contexte de crise : les mortiers du bloc 2 étaient redondant avec l'artillerie d'autres ouvrages (Mont-Agel, Agaisen, Monte-Grosso et Barbonnet), tandis que le bloc 7 devait lui servir d'observatoire. Au total, il a fallu pour construire l'ouvrage faire 32 240 m3 de terrassement (dont 22 310 m3 en souterrain), 6 220 m3 de béton et 4 495 m3 de maçonnerie.
La garnison de l'ouvrage (à l'époque on parle d'équipage) est interarmes, composée de fantassins, d'artilleurs et de sapeurs. En temps de paix, elle est fournie par des unités de la 15e région militaire : le 10 avril 1934, le 5e bataillon du 3e régiment d'infanterie alpine (le 3e RIA) est créé pour fournir les équipages du sous-secteur, avec garnison à Nice. En octobre 1935, le bataillon est renommé en 76e bataillon alpin de forteresse (le 76e BAF), dépendant de la 58e demi-brigade alpine de forteresse (la 58e DBAF), cette dernière ayant la charge de tous les ouvrages du secteur fortifié des Alpes-Maritimes. Les artilleurs sont depuis avril 1935 ceux de la 4e batterie du 157e régiment d'artillerie à pied (157e RAP), renommé en octobre 1938 157e régiment d'artillerie de position, tandis que les sapeurs sont issus des 7e (pour les électromécaniciens) et 28e (pour les télégraphistes) régiments du génie.
Lors de la mise sur pied de guerre d'août 1939, l'application du plan de mobilisation fait gonfler les effectifs avec l'arrivée des réservistes (surtout des frontaliers et des Niçois) et entraîne le triplement des bataillons les 24 et 25 août : la 1re compagnie du 76e BAF donne naissance à un nouveau 76e BAF, au sein de la 58e DBAF. Ce 76e BAF a la charge du quartier Castillon, c'est-à-dire les ouvrages de Castillon, du Col-des-Banquettes et du Pic-de-Garuches, les avant-postes de Baisse-de-Scuvion et de Pierre-Pointue, ainsi que quelques petits blockhaus. Les artilleurs sont désormais ceux de la 7e batterie du 157e RAP (créé autour des Ier et IVe groupes du 157e RAP), tandis que les sapeurs sont regroupés depuis le 27 août 1939 dans le 215e bataillon du génie de forteresse (commun à tout le secteur). Pour l'ouvrage de Castillon, l'équipage total est de 337 soldats et sous-officiers, encadrés par sept officiers.

### Combats de 1940
Le royaume d'Italie déclare la guerre à la République française et au Royaume-Uni le 10 juin 1940. Étant donné l'enneigement tardif pour la saison, les Italiens retardent leur attaque ; l'offensive ne commence qu'à partir du 20 juin, malgré le mauvais temps (interdisant les bombardements aériens).
Le 22 juin 1940, les troupes italiennes franchissent la frontière, débouchant de tous les cols pour descendre sur Castillon. Le brouillard les protège, leur permettant d'assaillir les avant-postes. L'ouvrage de Castillon n'est pas directement inquiété, son action se limite donc à soutenir par ses tirs les avant-postes encerclés. Seuls peuvent ouvrir le feu la cloche de mitrailleuses du bloc 5 sur l'avant-poste de Pierre-Pointue (à 1 800 mètres de distance à l'est, en surplomb) et les mortiers de 81 mm du bloc 6 sur l'avant-poste de La Péna (à 3 200 m de distance au sud-est). Un total de 874 obus de 81 mm sont ainsi consommés jusqu'au 25 juin à 0 h 35, horaire d'application de l'armistice.

### Occupation et libération
La garnison française évacue l'ouvrage pendant les premiers jours de juillet, la partie alpine de la ligne Maginot se trouvant intégralement dans les 50 km de la zone démilitarisée en avant de la petite zone d'occupation italienne. En novembre 1942, l'occupation italienne s'étend jusqu'au Rhône (invasion de la zone libre), puis le 8 septembre 1943 les forces allemandes remplacent celles italiennes (conséquence de l'armistice de Cassibile).
Après le débarquement de Provence du 15 août 1944 et la libération de Nice le 28 août, les troupes allemandes s'accrochent aux montagnes de l'arrière-pays, profitant du relief et des fortifications françaises pour se protéger. Castillon est presque encerclé par les forces américaines et le ravitaillement n'est possible que de nuit. Le 10 septembre, un bataillon américain du 3e régiment de la First Special Service Force (spécialisé dans le combat en montagne) se lance à l'assaut de l'ouvrage, atteint les dessus, mais n'arrive pas à y pénétrer et en est délogé par les fantassins allemands (des éléments des 80e et 107e régiments de la 34e division d'infanterie allemande). Le pilonnage d'artillerie devient quotidien, y compris par de l'artillerie navale (notamment par le cuirassé Lorraine), labourant le béton et défonçant la façade du bloc d'entrée, exposée à l'ouest. Les troupes allemandes abandonnent Castillon le 25 octobre 1944.
L'ouvrage est réparé pendant les années 1950, pour le cas où les forces du pacte de Varsovie envahiraient le Nord de l'Italie. Déclassé en 1964, il est devenu propriété municipale.

### État actuel
L'ouvrage est l'un des rares à avoir gardé ses tubes de 75 mm, tout comme les ouvrages du Barbonnet et de l'Agaisien. Actuellement propriété de la mairie, il n'est pas visitable. Les entrées sont fermées à clés, ainsi que les sorties de secours ; la mairie a installé une barrière au bloc 1 et a mis une caméra de surveillance.